# یونس بن یعقوب
یونس بن یعقوب بجلی الدهنی الکوفی، یکی از رجال حدیثی اهل کوفه است که منصب وکالت جعفر صادق، موسی کاظم و علی بن موسی الرضا را عهده دار بود. وی اهل کوفه بود و کتابی را در حدیث به او نسبت داده‌اند. برادرش نیز از اصحاب جعفر صادق بود. او پس از فوت، توسط علی بن موسی الرضا تجهیز و در بقیع دفن شد. جعفر صادق او را از اهل بیت خوانده است و منصب وکالت موسی کاظم را داشت. کنیه وی را ابوعلی گزارش کردند و در علم رجال، از ثقات است. از او کتابی به نام حج در حدیث باقی مانده است.